# مونته‌جیوردانو
مونته‌جیوردانو (به ایتالیایی: Montegiordano) یک کومونه در ایتالیا است که در استان کزنتزا واقع شده‌است. مونته‌جیوردانو ۳۵ کیلومترمربع مساحت و ۲٬۰۴۷ نفر جمعیت دارد و ۶۱۹ متر بالاتر از سطح دریا واقع شده.

## خواهرخوانده
شهر Gmina Zakroczym خواهرخواندهٔ مونته‌جیوردانو هست.